# Axiom
Ein Axiom (von altgriechisch ἀξίωμα axíoma „Forderung; Wille; Beschluss; Grundsatz; philos[ophisch]. […] Satz, der keines Beweises bedarf“, „Wertschätzung, Urteil, als wahr angenommener Grundsatz“) ist ein Grundsatz einer Theorie, einer Wissenschaft oder eines axiomatischen Systems, der innerhalb dieses Systems weder begründet noch deduktiv abgeleitet, sondern als Grundlage willentlich akzeptiert oder gesetzt wird.

## Abgrenzungen
Innerhalb einer formalisierbaren Theorie ist eine These ein Satz, der bewiesen werden soll. Ein Axiom dagegen ist ein Satz, der nicht in der Theorie bewiesen werden soll, sondern beweislos vorausgesetzt wird. Wenn die gewählten Axiome der Theorie logisch unabhängig sind, so kann keines von ihnen aus den anderen hergeleitet werden. Im Rahmen eines formalen Kalküls sind die Axiome dieses Kalküls immer ableitbar. Dabei handelt es sich im formalen oder syntaktischen Sinne um einen Beweis; semantisch betrachtet handelt es sich um einen Zirkelschluss. Ansonsten gilt: „Geht eine Ableitung von den Axiomen eines Kalküls bzw. von wahren Aussagen aus, so spricht man von einem Beweis.“
Axiom wird als Gegenbegriff zu Theorem (im engeren Sinn) verwendet. Theoreme wie Axiome sind Sätze eines formalisierten Kalküls, die durch Ableitungsbeziehungen verbunden sind. Theoreme sind also Sätze, die durch formale Beweisgänge von Axiomen abgeleitet werden. Mitunter werden die Ausdrücke These und Theorem jedoch im weiteren Sinn für alle gültigen Sätze eines formalen Systems verwendet, d. h. als Oberbegriff, der sowohl Axiome als auch Theoreme im ursprünglichen Sinn umfasst.
Axiome können somit als Bedingungen der vollständigen Theorie verstanden werden, insofern diese in einem formalisierten Kalkül ausdrückbar sind. Innerhalb einer interpretierten formalen Sprache können verschiedene Theorien durch die Auswahl der Axiome unterschieden werden. Bei nicht-interpretierten Kalkülen der formalen Logik spricht man statt von Theorien allerdings von logischen Systemen, die durch Axiome und Schlussregeln vollständig bestimmt sind. Dies relativiert den Begriff der Ableitbarkeit oder Beweisbarkeit: Sie besteht immer nur in Bezug auf ein gegebenes System. Die Axiome und die abgeleiteten Aussagen gehören zur Objektsprache, die Regeln zur Metasprache.
Ein Kalkül ist jedoch nicht notwendigerweise ein Axiomatischer Kalkül, der also „aus einer Menge von Axiomen und einer möglichst kleinen Menge von Schlussregeln“ besteht. Daneben gibt es auch Beweis-Kalküle und Tableau-Kalküle.
Immanuel Kant bezeichnet Axiome als „synthetische Grundsätze a priori, sofern sie unmittelbar gewiß sind“ und schließt sie durch diese Definition aus dem Bereich der Philosophie aus. Diese nämlich gründe sich auf Begriffe, die als abstrakte Vorstellungsbilder niemals als Gegenstand unmittelbarer Anschauung (Evidenz) besitzen. Daher grenzt er die diskursiven Grundsätze der Philosophie von den intuitiven der Mathematik ab: Erstere müssten sich „bequemen, ihre Befugniß wegen derselben durch gründliche Deduction zu rechtfertigen“ und erfüllen daher nicht die Kriterien eines a priori.

## Unterscheidungen
Der Ausdruck Axiom wird in drei Grundbedeutungen verwendet. Er bezeichnet
1. einen unmittelbar einleuchtenden Grundsatz – den klassischen (materialen) Axiombegriff,
2. ein Naturgesetz, das als Prinzip für empirisch gut bestätigte Regeln postuliert werden kann – den naturwissenschaftlichen (physikalischen) Axiombegriff,
3. einen Ausgangssatz, der in einem Kalkül einer formalen Sprache als gültig vorausgesetzt wird – den modernen (formalen) Axiombegriff.

### Klassischer Axiombegriff
Der klassische Axiombegriff wird auf die Elemente der Geometrie des Euklid und die Analytica posteriora des Aristoteles zurückgeführt. Axiom bezeichnet in dieser Auffassung ein unmittelbar einleuchtendes Prinzip bzw. eine Bezugnahme auf ein solches. Ein Axiom in diesem essentialistischen Sinne bedarf aufgrund seiner Evidenz keines Beweises. Axiome wurden dabei angesehen als unbedingt wahre Sätze über existierende Gegenstände, die diesen Sätzen als objektive Realitäten gegenüberstehen. Diese Bedeutung war bis in das 19. Jahrhundert hinein vorherrschend.
Am Ende des 19. Jahrhunderts erfolgte eine „Abnabelung der Geometrie von der Wirklichkeit“. Die systematische Untersuchung unterschiedlicher Axiomensysteme für unterschiedliche Geometrien (euklidische, hyperbolische, sphärische Geometrie usw.), die unmöglich allesamt die aktuale Welt beschreiben konnten, musste zur Folge haben, dass der Axiombegriff formalistischer verstanden wurde und Axiome insgesamt im Sinne von Definitionen einen konventionellen Charakter erhielten. Als wegweisend erwiesen sich die Schriften David Hilberts zur Axiomatik, der das aus den empirischen Wissenschaften stammende Evidenzpostulat durch die formalen Kriterien von Vollständigkeit und Widerspruchsfreiheit ersetzte. Eine alternative Auffassungsweise bezieht daher ein Axiomensystem nicht einfach hin auf die aktuale Welt, sondern folgt dem Schema: Wenn irgendeine Struktur die Axiome erfüllt, dann erfüllt sie auch die Ableitungen aus den Axiomen (sog. Theoreme). Derartige Auffassungen lassen sich im Implikationismus, Deduktivismus oder eliminativen Strukturalismus verorten.
In axiomatisierten Kalkülen im Sinne der modernen formalen Logik können die klassischen epistemologischen (Evidenz, Gewissheit), ontologischen (Referenz auf ontologisch Grundlegenderes) oder konventionellen (Akzeptanz in einem bestimmten Kontext) Kriterien für die Auszeichnung von Axiomen entfallen. Axiome unterscheiden sich von Theoremen dann nur formal dadurch, dass sie die Grundlage logischer Ableitungen in einem gegebenen Kalkül sind. Als „grundsätzliches“ und „unabhängiges“ Prinzip sind sie innerhalb des Axiomensystems nicht aus anderen Ausgangssätzen abzuleiten und a priori keines formalen Beweises bedürftig.

### Naturwissenschaftlicher Axiombegriff
In den empirischen Wissenschaften bezeichnet man als Axiome auch grundlegende Gesetze, die vielfach empirisch bestätigt worden sind. Als Beispiel werden die Newtonschen Axiome der Mechanik genannt.
Auch wissenschaftliche Theorien, insbesondere die Physik, beruhen auf Axiomen. Aus diesen werden Theorien geschlussfolgert, deren Theoreme und Korollare den Ausgang von Experimenten vorhersagen können. Stehen Aussagen der Theorie im Widerspruch zur experimentellen Beobachtung, werden die Axiome angepasst. Beispielsweise liefern die Newtonschen Axiome nur für „langsame“ und „große“ Systeme gute Vorhersagen und sind durch die Axiome der speziellen Relativitätstheorie und der Quantenmechanik abgelöst bzw. ergänzt worden. Trotzdem verwendet man die Newtonschen Axiome weiter für solche Systeme, da die Folgerungen einfacher sind und für die meisten Anwendungen die Ergebnisse hinreichend genau sind.

### Formaler Axiombegriff
Durch Hilbert (1899) wurde ein formaler Axiombegriff herrschend: Ein Axiom ist jede unabgeleitete Aussage. Dies ist eine rein formale Eigenschaft. Die Evidenz oder der ontologische Status eines Axioms spielen keine Rolle und bleiben einer gesondert zu betrachtenden Interpretation überlassen.
Ein Axiom ist dann eine grundlegende Aussage, die
- Bestandteil eines formalisierten Systems von Sätzen ist,
- ohne Beweis angenommen wird und
- aus der zusammen mit anderen Axiomen alle Sätze (Theoreme) des Systems logisch abgeleitet werden.

Teilweise wird behauptet, in diesem Verständnis seien Axiome völlig willkürlich: Ein Axiom sei „ein unbewiesener und daher unverstandener Satz“, denn ob ein Axiom auf Einsicht beruht und daher „verstehbar“ ist, spielt zunächst keine Rolle. Richtig daran ist, dass ein Axiom – bezogen auf eine Theorie – unbewiesen ist. Das heißt aber nicht, dass ein Axiom unbeweisbar sein muss. Die Eigenschaft, ein Axiom zu sein, ist relativ zu einem formalen System. Was in einer Wissenschaft ein Axiom ist, kann in einer anderen ein Theorem sein.
Ein Axiom ist unverstanden nur insofern, als seine Wahrheit formal nicht bewiesen, sondern vorausgesetzt ist. Der moderne Axiombegriff dient dazu, die Axiomeigenschaft von der Evidenzproblematik abzukoppeln, was aber nicht notwendigerweise bedeutet, dass es keine Evidenz gibt. Es ist allerdings ein bestimmendes Merkmal der axiomatischen Methode, dass bei der Deduktion der Theoreme nur auf der Basis formaler Regeln geschlossen wird und nicht von der Deutung der axiomatischen Zeichen Gebrauch gemacht wird.
Die Frage, ob es (mathematische, logische, reale) Objekte gibt, für die das Axiomensystem zutrifft, interessiert zunächst nicht, wird aber mit der Widerspruchsfreiheit grob gleichgesetzt. Natürlich gelten Beispielobjekte, bei denen man mit dem Axiomensystem erfolgreich arbeiten kann, als Beleg für die Existenz solcher Objekte und für die Widerspruchsfreiheit des Axiomensystems.

## Beispiele für Axiome

### Traditionelle Logik
- Satz von der Identität[19]
- Satz vom Widerspruch
- Satz vom ausgeschlossenen Dritten
- Satz vom zureichenden Grund

### Klassische Logik
- Komprehensionsaxiom: „Zu jedem Prädikat P gibt es die Menge aller Dinge, die dieses Prädikat erfüllen.“

Die ursprüngliche Formulierung stammt aus der naiven Mengenlehre Georg Cantors und schien lediglich den Zusammenhang zwischen Extension und Intension eines Begriffs klar auszusprechen. Es bedeutete einen großen Schock, als sich herausstellte, dass es in der Axiomatisierung durch Gottlob Frege nicht widerspruchsfrei zu den anderen Axiomen hinzugefügt werden konnte, sondern die Russellsche Antinomie hervorrief.

### Mathematik

Axiome bilden das Fundament der Mathematik.

Generell werden in der Mathematik Begriffe wie natürliche Zahlen, Monoid, Gruppe, Ring, Körper, Hilbertraum, Topologischer Raum etc. durch ein System von Axiomen charakterisiert.
Man spricht bspw. von den Peano-Axiomen (für die natürliche Zahlen), den Gruppenaxiomen, den Ringaxiomen usw.
Manchmal werden einzelne Forderungen (auch die Folgerungen) in einem System auch Gesetz genannt (z. B. das Assoziativgesetz).
Ein spezielles Axiomensystem der genannten Beispiele – die natürlichen Zahlen mit den Peano-Axiomen ggf. ausgenommen (s. u.) – ist durchaus als Definition aufzufassen.
Damit man nämlich ein gewisses mathematisches Objekt, bspw. als Monoid ansprechen (und danach weitere Eigenschaften folgern) kann, ist nachzuweisen (mithilfe anderer Axiome oder Theoreme), dass die Forderungen, die im Axiomensystem des Monoids formuliert sind, allesamt für das Objekt zutreffen.
Ein wichtiges Beispiel ist die Hintereinanderausführung von Funktionen, bei der der Nachweis der Assoziativität nicht völlig trivial ist. Misslänge nämlich dieser Nachweis bei einem der Axiome, dann könnte das betreffende Objekt {\displaystyle {\mathcal {F}}(A)} nicht als Monoid angesehen werden. (Außerordentlich schwierig ist der auf D. Knuth zurückgehende Nachweis der Assoziativität der Fibonacci-Multiplikation.)
Insofern sind viele der genannten „Axiomensysteme“ überhaupt nicht (und stehen geradezu im Gegensatz zu) grundlegende/n Aussagen, die als „unabgeleitete Aussagen“ „ohne Beweis angenommen“ werden.
- Die Körperaxiome in Verbindung mit den Anordnungsaxiomen und dem Vollständigkeitsaxiom definieren die reellen Zahlen.
- Parallelenaxiom: „Zu jeder Geraden und jedem Punkt, der nicht auf dieser Geraden liegt, gibt es genau eine zu der Geraden parallele Gerade durch diesen Punkt.“ Dieses Postulat der euklidischen Geometrie galt immer als weniger einleuchtend als die anderen. Da seine Gültigkeit bestritten wurde, versuchte man, es aus den anderen Definitionen und Postulaten abzuleiten. Im Rahmen der Axiomatisierung der Geometrie um die Wende zum 19. Jahrhundert stellte sich heraus, dass eine solche Ableitung nicht möglich ist, da es von der Axiomatisierung der anderen Postulate logisch unabhängig ist. Damit war der Weg frei zur Anerkennung nichteuklidischer Geometrien.
- Der Begriff „Wahrscheinlichkeit“ wird seit 1933 durch ein von Kolmogorow aufgestelltes Axiomensystem exakt implizit definiert. Damit wurden alle verschiedenen stochastischen Schulen – Franzosen, Deutsche, Briten, Frequentisten, Bayesianer, Probabilisten und Statistiker – erstmals mit einer einheitlichen Theorie versorgt.

Obwohl es andere grundlegende Systeme (Theorien erster Ordnung) durchaus gibt, werden für das Zählen in den natürlichen Zahlen die Peano-Axiome allermeist ohne weitere Rückführung zugrunde gelegt. Beispielsweise:
- „Jede natürliche Zahl n hat genau einen Nachfolger n+1.“
ist eine Zusammenfassung der Axiome 2 und 4 der Peano-Axiome.
- Das Axiom der vollständigen Induktion (Peano-Axiom Nummer 5) stellt eine außerordentlich wichtige Beweismethode in der Mathematik dar.

### Physik

#### Vorschläge zur Axiomatisierung wichtiger Teilgebiete
Auch Theorien der empirischen Wissenschaften lassen sich „axiomatisiert“ rekonstruieren. In der Wissenschaftstheorie existieren allerdings unterschiedliche Auffassungen darüber, was es überhaupt heißt, eine „Axiomatisierung einer Theorie“ vorzunehmen. Für unterschiedliche physikalische Theorien wurden Axiomatisierungen vorgeschlagen. Hans Reichenbach widmete sich u. a. in drei Monographien seinem Vorschlag einer Axiomatik der Relativitätstheorie, wobei er insbesondere stark von Hilbert beeinflusst war. Auch Alfred Robb und Constantin Carathéodory legten Axiomatisierungsvorschläge zur speziellen Relativitätstheorie vor. Sowohl für die spezielle wie für die allgemeine Relativitätstheorie existiert inzwischen eine Vielzahl von in der Wissenschaftstheorie und in der Philosophie der Physik diskutierten Axiomatisierungsversuchen. Patrick Suppes und andere haben etwa für die klassische Partikelmechanik in ihrer Newtonschen Formulierung eine vieldiskutierte axiomatische Rekonstruktion im modernen Sinne vorgeschlagen, ebenso legten bereits Georg Hamel, ein Schüler Hilberts, sowie Hans Hermes Axiomatisierungen der klassischen Mechanik vor. Zu den meistbeachteten Vorschlägen einer Axiomatisierung der Quantenmechanik zählt nach wie vor das Unternehmen von Günther Ludwig. Für die Axiomatische Quantenfeldtheorie war v. a. die Formulierung von Arthur Wightman aus den 1950er Jahren wichtig. Im Bereich der Kosmologie war für Ansätze einer Axiomatisierung u. a. Edward Arthur Milne besonders einflussreich. Für die klassische Thermodynamik existieren Axiomatisierungsvorschläge u. a. von Giles, Boyling, Jauch, Lieb und Yngvason. Für alle physikalischen Theorien, die mit Wahrscheinlichkeiten operieren, insbes. die Statistische Mechanik, wurde die Axiomatisierung der Wahrscheinlichkeitsrechnung durch Kolmogorow wichtig.

#### Verhältnis von Experiment und Theorie
Die Axiome einer physikalischen Theorie sind weder formal beweisbar noch, so die inzwischen übliche Sichtweise, direkt und insgesamt durch Beobachtungen verifizierbar oder falsifizierbar. Einer insbesondere im wissenschaftstheoretischen Strukturalismus verbreiteten Sichtweise von Theorien und ihrem Verhältnis zu Experimenten und resultierenden Redeweise zufolge betreffen Prüfungen einer bestimmten Theorie an der Realität vielmehr üblicherweise Aussagen der Form „dieses System ist eine klassische Partikelmechanik“. Gelingt ein entsprechender Theorietest, wurden z. B. korrekte Prognosen von Messwerten angegeben, kann diese Überprüfung ggf. als Bestätigung dafür gelten, dass ein entsprechendes System zutreffenderweise unter die intendierten Anwendungen der entsprechenden Theorie gezählt wurde, bei wiederholten Fehlschlägen kann und sollte die Menge der intendierten Anwendungen um entsprechende Typen von Systemen reduziert werden.

### Artikel in fachbezogenen Enzyklopädien und Wörterbüchern
- Axiom. In: Jürgen Mittelstraß (Hrsg.): Enzyklopädie Philosophie und Wissenschaftstheorie. Band 1. B. I.-Wissenschaftsverlag, 1980.
- Logical Terms, Glossary of. In: Paul Edwards (Hrsg.): The Encyclopedia of Philosophy. Vol. 5. Collier Macmillan, 1972.
- Axiom. In: Arnim Regenbogen & Uwe Meyer (Hrsg.): Wörterbuch der philosophischen Begriffe. Meiner, Hamburg 2006, ISBN 3-7873-1761-9.
- Axiom. In: Helmut Seiffert: Einführung in die Wissenschaftstheorie. Band 4: Wörterbuch der wissenschaftstheoretischen Terminologie. Beck, München 1997, ISBN 3-406-42200-4.
- Axiom. In: Wulff D. Rehfus (Hrsg.): Handwörterbuch Philosophie. CD-ROM. Vandenhoeck und Ruprecht, Göttingen 2005, ISBN 3-525-30148-0.
- Axiom. In: Hadumod Bußmann (Hrsg.): Lexikon der Sprachwissenschaft. 3., aktualisierte und erweiterte Auflage. Kröner, Stuttgart 2002, ISBN 3-520-45203-0.
- axiôma (Annahme, Forderung, Postulat, Axiom). In: Christoph Horn & Christof Rapp (Hrsg.): Wörterbuch der antiken Philosophie. C.H. Beck, München, 2002, ISBN 978-3406476235.

### Monographien
- Evandro Agazzi: Introduzione ai problemi dell’assiomatica. Milano 1961.
- Robert Blanché: Axiomatics. Routledge, London 1962.
- Euklid: Die Elemente. Harri Deutsch, Frankfurt am Main, 4. erw. Auflage. 2005.
- David Hilbert u. a.: Grundlagen der Geometrie. Teubner 2002, ISBN 3-519-00237-X.
- Árpád Szabó: Anfänge der griechischen Mathematik. Oldenbourg 1969, ISBN 3-486-47201-1.
- Bochenski: Die zeitgenössischen Denkmethoden. 10. Auflage. 1993, S. 73 ff.
- Carnap: Einführung in die symbolische Logik. 3. Auflage. 1968, S. 172 ff.
- Hilbert/Ackermann: Grundzüge der theoretischen Logik. 6. Auflage. 1972, S. 24.
- Kutschera: Frege. 1989, S. 154 f.
- Hermann Schüling: Die Geschichte der axiomatischen Methode im 16. und beginnenden 17. Jahrhundert. Wandlung der Wissenschaftsauffassung. [Studien und Materialien zur Geschichte der Philosophie; 13]. Georg Olms, Hildesheim 1969.
- Nagel, Newmann: Der Gödelsche Beweis. In: Meixner (Hrsg.): Philosophie der Logik. 2003, S. 150 (169).
- Tarski: Einführung in die mathematische Logik. 5. Auflage. 1977, S. 126 ff.